# Jurij Kostjuk
Jurij Kostjuk, (ukrainska: Юрій Ілліч Костюк), född 10 februari 1977 i Lutsk, Ukrainska SSR, Sovjetunionen, är en ukrainsk handikappidrottare som tävlar i längdåkning och skidskytte.

## Meriter[2]
- Silver vid paralympiska vinterspelen 2006, skidskytte 7,5 km sittande
- Silver vid paralympiska vinterspelen 2006, längdskidåkning 5 km sittande
- Brons vid paralympiska vinterspelen 2006, längdskidåkning 10 km sittande
- Guld vid paralympiska vinterspelen 2006, längdskidåkning 15 km sittande
- Silver vid paralympiska vinterspelen 2010, skidskytte 2,4 km sittande
- Silver vid paralympiska vinterspelen 2010, längdskidåkning 1x4/2x5 km relä